# Rhinella granulosa
Rhinella granulosa е вид жаба от семейство Крастави жаби (Bufonidae). Видът не е застрашен от изчезване.

## Разпространение
Разпространен е в Аржентина, Боливия, Бразилия, Венецуела, Гвиана, Колумбия, Панама, Парагвай, Суринам и Френска Гвиана.

## Описание
Популацията на вида е стабилна.